# Anthony Downs
Anthony Downs (Evanston, 21 novembre 1930 – Bethesda, 2 ottobre 2021) è stato un politologo statunitense.

## Biografia
Ha applicato gli strumenti propri dell'economista all'analisi del processo politico democratico, prima nel suo testo del 1957 (trad. it. Teoria economica della democrazia, 1988, di chiara derivazione schumpeteriana) e poi, calando in concreto la teoria così elaborata, in Dentro la Burocrazia (1967, evoluzione delle teorie weberiane).
Dal 1977 è fellow della Brookings Institution di Washington.
Ha scritto molte opere anche nei primi anni 2000: Still stuck in traffic (2004); Growth management and affordable housing: do they conflict? (2004); A Niagara of capital (2007); Real estate and the financial crisis (2009).

## La teoria del mercato politico
La sua fama è dovuta in larga parte alla Teoria economica della democrazia (1957), considerata una delle opere più significative delle moderne scienze politiche. In essa Downs si propose di definire concetti quali partito e sistema elettorale e diede una prima interpretazione dei fattori che influenzano il voto.
Fu il primo, tra i successori di Schumpeter, ad enfatizzare la capacità del cittadino-elettore di giudicare prospettivamente e retrospettivamente l’operato di un gruppo di leader in rapporto ai propri interessi favorendo un equilibrio tra sinistra e destra, quantomeno di breve periodo, e di operare scelte elettorali conseguenti, questa teoria è stata mutuata dalla teoria economica liberista in cui i mercati dovrebbero equilibrarsi da soli in base alla legge della domanda e dell'offerta.
"Per Downs, e per coloro che lo seguiranno in questo percorso intellettuale, la democrazia va considerata come un mercato politico, vale a dire come un meccanismo di funzionamento dell’arena pubblica grazie al quale si incontrano domanda e offerta di corsi alternativi di azione governativa, in analogia a quanto avviene nella produzione e nello scambio economico. Nel mercato democratico interagiscono due gruppi fondamentali di attori: produttori e consumatori di beni politici, che si servono l’uno dell’altro per raggiungere i loro obiettivi. Del primo gruppo fanno parte le autorità pubbliche, vale a dire politici e burocrati operanti nei diversi comitati rappresentativi e esecutivi, centrali o periferici, che decidono le politiche e le implementano; del secondo gruppo, più numeroso, fanno parte quei cittadini-elettori che attraverso il voto autorizzano i governanti a esercitare l’autorità e che sono i destinatari dei beni pubblici forniti per via politica. In quanto pratica quotidiana la politica democratica è prerogativa di élite professionalizzate che agiscono come imprenditori politici in concorrenza per il potere governativo e per i corrispettivi benefici. Solo periodicamente essa diviene appannaggio di cittadini razionali orientati a massimizzare il proprio benessere attraverso lo scambio «opportunistico» tra voto e politiche. Visto dal basso, dal lato della domanda, quello democratico si presenta così come un processo periodico di selezione razionale della leadership; visto dal vertice, dal lato dell’offerta, come una tecnica di formazione di coalizioni elettorali e di scelte pubbliche elettoralmente remunerative".
La sua teoria è illustrata dal left–right axis model, poi integrato nel modello di voto dell'elettore medio, formulato da Duncan Black.
La teoria è stata criticata, in quanto utopica e non rispecchiante la realtà del comportamento di elettori e candidati, da George Akerlof e Robert Shiller.